# Plynové stabilní hasicí zařízení
Plynové stabilní hasicí zařízení, zkráceně dle ČSN požárního kodexu GHZ.

## Inertní plyny
Jako první hasební plyn se objevil oxid uhličitý (CO2), a to už začátkem 20. století (1910) v podobě hasicích zařízení pro ochranu transformátorů od společnosti Siemens. V dnešní době je tento plyn využíván také pouze pro bezobslužné prostory typu generátorů nebo trafostanic. Jeho hasební účinky jsou velmi dobré při použití relativně nízké koncentrace pro zdolání požáru. Obsah CO2 ve vzduchu činí cca 0,04 %, avšak jeho účinky lidský organismus jsou velice zásadní. Již malé změny koncentrace oxidu uhličitého jsou živým organismem velice citlivě vnímány. Koncentrace CO2 cca 5 % objemu má výrazný biologický účinek na člověka v podobě silných bolestí hlavy, poruchy krevního oběhu, svalové křeče až po ztrátu vědomí popř. smrti. Lze tedy říci, že v současné době[kdy?] dochází k určitému odklonu od tohoto plynu vzhledem k jeho negativním vlivům na lidský organismus. Navíc má CO2 téměř dvakrát větší hustotu než vzduch a dochází tedy k jeho hromadění v úrovni podlahy. Oxid uhličitý patří do skupiny tzv. přírodních plynů a zůstává chemicky stálý i po opětovném uvolnění do atmosféry, tedy poté, co splnil svůj účel. Tento plyn také spadá do kategorie skleníkových plynů a je použit jako etalon potenciálu globálního oteplování (PGO = 1l) pro porovnávání skleníkových účinků pro ostatní plyny.
Dalšími plyny, které spadají do kategorie přírodních hasebních plynů, jsou argon (Ar) a dusík (N2). Jejich získávání probíhá formou destilace ze zkapalnělého vzduchu. Výroba v případě čistého argonu (označení IG-01 dle ISO 14520, GWP = 0) je finančně náročnější v přepočtu na získaný objem, jelikož se v ovzduší nachází pouze v hodnotě cca 0,93 %. Účinky argonu na lidský organismus jsou při normotlakých podmínkách zanedbatelné. Pouze jeho hustota je vyšší než hustota vzduchu a tedy zvyšuje i dýchací odpor plic. Argon je zcela inertní plyn a jeho použití je vhodné převážně pro ochranu speciálních rizik jako je zabezpečení radioaktivních látek, cenných uměleckých děl a při ochraně materiálů, kde hrozí chemická reakce s hasebním médiem. Příkladem mohou být materiály s tzv. metalickým hořením jako je hořčík (Mg), lithium (Li) nebo sodík (Na).
Obdobné hasební účinky, resp. fyzikální vlastnosti při styku s ohněm má i nejvíce zastoupený plyn v zemské atmosféře, tj. dusík s procentuálním zastoupením 78,03 %. Hustota dusíku (označení IG-100 dle ISO 14520, GWP = 0) je téměř shodná s hustotou vzduchu a tedy nedochází ke zvyšování koncentrací v úrovni podlahy nebo stropu. Tato skutečnost vytváří z dusíku základní levný pilíř pro plynová hasicí zařízení v podobě čistého dusíku nebo směsí s jinými plyny. Z lékařského hlediska jde o plyn zcela inertní vůči lidskému tělu a za normotlakých podmínek je v těle dospělého člověka rozpuštěný asi 1 litr dusíku. Použití tohoto plynu je všestranné od ochrany počítačových center, kabelových kanálů, archívů, muzeí až po trafostanice.
Nejčastěji používanými hasebními plyny pro GHZ v budovách jsou čistý dusík, Argonit a Inergen. Argonit je směs argonu a dusíku v poměru 1:1, Inergen pak obsahuje 8 % CO² na úkor argonu. Hasební účinek inertních plynů je založen na snížení obsahu kyslíku ve vzduchu pod mez, nutnou k hoření (cca pod 13 %). Z toho důvodu je ale bezpodmínečně nutné zajistit bezpečnou evakuaci osob v co nejkratší době, jelikož dýchání je v takové atmosféře sice možné, ale velmi obtížné a vzhledem k toxickým zplodinám hoření i nebezpečné. 
Nevýhodou inertních hasiv je potřeba skladování velkého množství plynu – obvykle se proto systémy navrhují tak, že se pro všechny chráněné místnosti v budově používá společná zásoba, která je v případě požáru pomocí ventilů směrována do místa ohrožení.
Původ inertních hasiv je v severských zemích, kde jsou dále uváděná chemická hasiva zcela zakázána, např. Dánsko.

## Chemicky vytvořené plyny
Druhou skupinou hasebních plynů jsou tzv. chemicky vytvořené plyny nebo také často označované pouze jako chemické plyny. Jako první chemický plyn byl v hojném množství využíván plyn s označením halon 1301. Jeho hasební účinky a nízké hasební koncentrace byly ideální pro použití v systémech plynového GHZ. Ovšem jeho vlastnosti nejsou v souladu s dnešním environmentálním celosvětovým názorem a proto byl již v roce 1997 Montrealským protokolem zakázán. Fyzikální a chemické vlastnosti halonu 1301 jsou velice agresivní vůči přírodě v podobě silného skleníkového plynu – velký potenciál globálního oteplování, s reakcí s ozónovou vrstvou Země – OPD a svojí délkou životnosti v atmosféře – ALT (zkr. ODP – Ozone Depletion Potential; zkr. ALT – Atmospheric Life Time). V současné době je zákonem povolen provoz zařízení pouze ve výjimečných případech jako jsou armáda, letectví a jaderné elektrárny. 
Zákaz používání halonu 1301 umožnilo uvedení alternativní náhrady v podobě plynu pod označením HFC 227ea (heptafluoropropan, CF3-CHF-CF3), obecně známého pod označením FM 200™, jehož výrobcem je koncern DuPont. Parametry tohoto plynu jsou v dnešní době pouze částečně v souladu s ochranou před změnami klimatu. Jedná se o silný skleníkový plyn, který nemá „žádné“ faktické omezení v používání Kjótským protokolem ani nařízením Evropského parlamentu a Rady ES o některých fluorovaných skleníkových plynech ES č. 842/2006. Účinky plynu na lidský organismus se projevují při vyšších koncentracích než jsou běžné návrhové hasební koncentrace. Ta činí 7,9 %, přičemž hranice NOAEL (nejnižší hranice, při které byly pozorovány škodlivé účinky) činí 9 %. Proto je tzv. bezpečnostní rozmezí velice malé a je na to třeba dbát při návrhu systému. Nicméně všichni výrobci chemických plynů resp. i přírodních plynů primárně nedoporučují setrvávat v chráněné místnosti s vypuštěným plynem či se úmyslně vystavovat účinkům těchto plynů. Klasické použití plynu HFC227ea je v serverovnách a počítačových místnostech.
Velice podobné vlastnosti mají i další plyny ve stejné chemické skupině distribuované pod označením FE™-13 (HFC 23) a FE™-36 (HFC 236fa). Parametry těchto plynů jsou však výrazně horší oproti plynu FM 200™ a nelze tedy vyloučit, že výše zmíněné skleníkové plyny mohou být v blízké budoucnosti omezeny. 
Vhodným řešením situace je nově vyvinutý hasební plyn pod názvem Novec™ 1230 firmy 3M (označení FK-5-1-12 dle ISO 14520, CF3CF2C(O)CF(CF3)2). Tato nová substance patří do chemické skupiny fluorketonů a zcela potlačila negativní parametry zmíněné halonfluorovodíkové skupiny. Při atmosférickém tlaku se hasební plyn vyskytuje v nevodivé kapalné podobě, která se relativně pomalu odpařuje. Vliv na lidské zdravý je stejný jako v případě ostatních chemických plynů, tj. hasební koncentrace je nižší než toxická hranice. Zde je však rozmezí o mnoho širší, návrhová koncentrace činí typicky 5,3 % a NOAEL 10 %. Použití je opět shodné s ostatními chemickými plyny – hašení serveroven, archivů apod.
Chemická hasiva obecně mají velmi malé prostorové nároky a je možno je bez problémů instalovat i do stísněných prostorů menších serveroven.

## Přetlak při vypouštění plynu
Při aplikaci inertních plynů je nutné vždy pamatovat na zabudování přetlakových klapek, které umožní vyrovnání tlaku a vytlačení části vzduchu mimo chráněný prostor. V průběhu vypouštění přírodních plynů (dle norem 60 sekund) vzniká uvnitř chráněného úseku přetlak, který může dosáhnout velmi vysokých hodnot – až několik tun/m2. V případě vypouštění chemických plynů je vždy individuální otázkou, zda je nutné instalovat přetlakové klapky. Dle dle posledních výzkumů v Americe (společnost Retrotec) je instalace přetlakovýcch klapek velmi doporučována jak pro přetlak, tak pro podtlak, který byl dosud obecně zanedbáván.

## Ovládání systémů
Součástí každého plynového GHZ musí být ovládací a detekční část, která zajistí včasnou detekci požáru a zajistí provedení všech nezbytných úkonů spojených s vypouštěním hasiva do chráněného prostoru. Spouštění plynového GHZ je realizováno buď pomocí vlastního detekčního systému, který vyhodnocuje stav chráněného prostoru a dále řídí hasicí proces (spuštění ventilu, zpětnou kontrolu apod.), nebo jako řídicí člen může být použita tzv. hasicí ústředna, napojená na již existující objektovou požární signalizaci (EPS).
Spuštění systému je typicky možné třemi způsoby: automatická detekce požáru pomocí požárních hlásičů v chráněném prostoru (pro spuštění jsou nutné dva signály z důvodu eliminace poruchy), manuálně elektricky pomocí spouštěcího tlačítka a manuálně pomocí mechanické spouště umístěné přímo na lahvi s hasicí látkou.

## Těsnost prostoru
Pro správný účinek hasiv je potřeba, aby byla v chráněném prostoru zachována požadovaná koncentrace po dobu alespoň 10 minut (dle ČSN EN 12094, v USA je dle NFPA 2001 požadavek udržet koncentraci min. 10 minut, nejméně však do doby příjezdu hasičů, což je smysluplnější nařízení). Z toho důvodu se po zabudování systému GHZ provádí zkouška těsnosti prostoru (tzv. Door Fan Test). Principem zkoušky je vytvořit v místnosti malý přetlak resp. podtlak (např. 30 Pa). Tlak se vytváří pomocí ventilátoru s přesnou regulací průtoku vzduchu. Pomocí přesného manometru dojde ke komparaci tlakových úbytků a společně s množstvím vháněného vzduchu lze vypočítat celkovou plochu netěsností v měřeném prostoru. Z ní je následně vypočítána doba, za kterou klesne koncentrace hasiva pod stanovenou mez. V případě nevyhovujících výsledků je potřeba místnost lépe utěsnit a zkoušku opakovat. Typická problematická místa jsou kabelové prostupy, otvory vzduchotechniky apod.